# Михеев, Артём Олегович
Артём Оле́гович Михе́ев (28 октября 1987, Владивосток, СССР) — российский футболист, защитник.

## Карьера
Воспитанник ЦПЮФ клуба «Луч-Энергия». Дебютировал в составе приморского клуба 18 июня 2005 года в матче против «Петротреста» (6:0). Однако, с тех пор играл лишь за молодёжную команду «Луча», изредка попадая в заявку на матчи основных составов. В 2008 году, в 27 туре РФПЛ, в матче против «Амкара» (0:1) впервые за долгое время вышел в основном составе. Всего же в Премьер-лиге провёл 4 матча. В 2011 году перешёл в «Мостовик-Приморье» на правах аренды, затем, в 2012 году на тех же условиях пополнил ряды «Смены».

## Достижения
- Победитель Первого дивизиона: 2005
- Победитель зоны «Восток» Второго дивизиона: 2012/13
- Бронзовый призёр зоны «Восток» Второго дивизиона: 2013/14